# Hauzenberg
Hauzenberg – miasto w Niemczech, w kraju związkowym Bawaria, w rejencji Dolna Bawaria, w regionie Donau-Wald, w powiecie Pasawa. Leży około 15 km na północny wschód od Pasawy.

## Współpraca
Miejscowości partnerskie:
- Český Krumlov, Czechy
- Pasawa, Bawaria
- Slovenj Gradec, Słowenia
- Vöcklabruck, Austria